# Yuki Kajiura

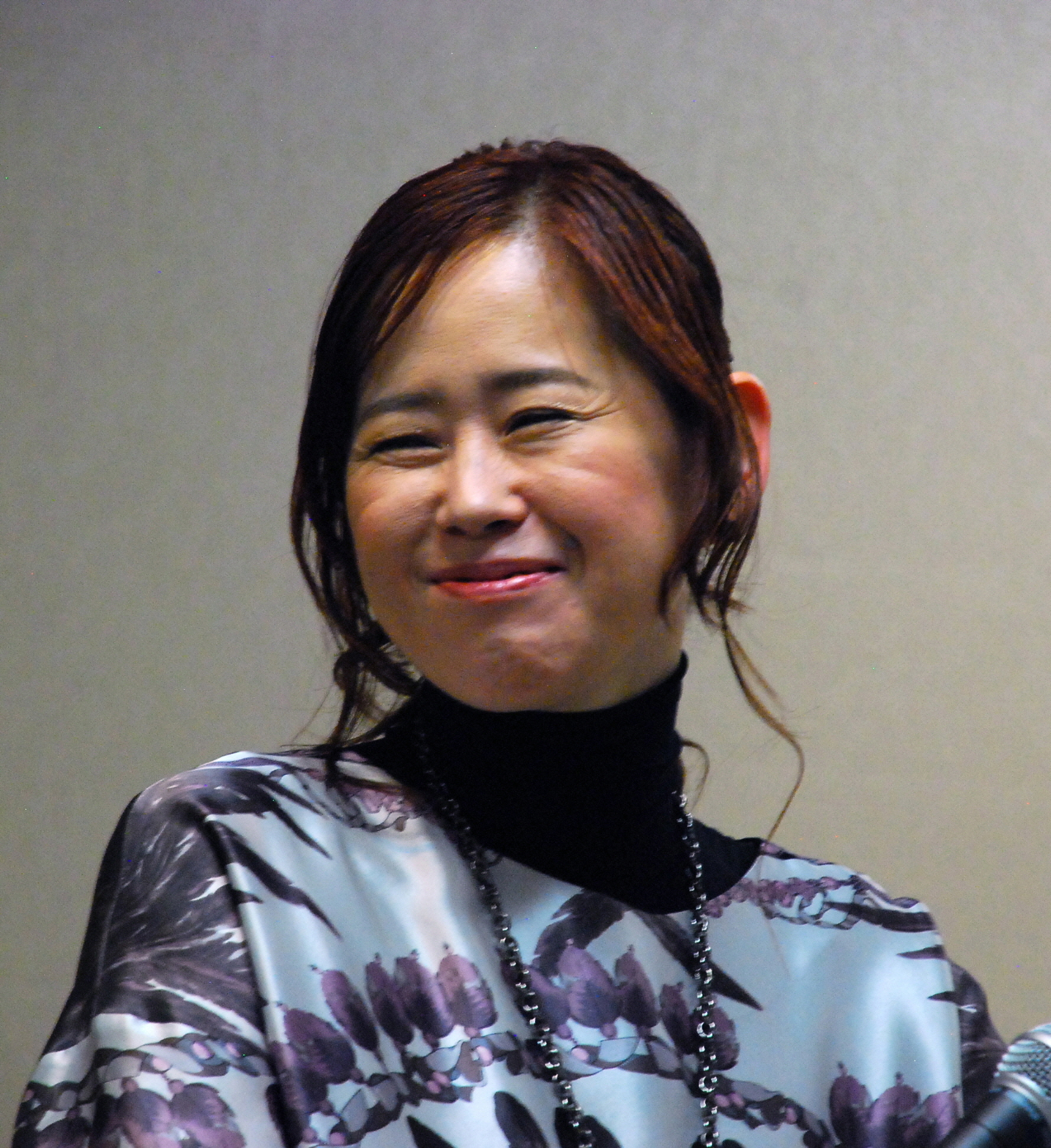
Yuki Kajiura op Anime Expo 2012.

Yuki Kajiura (梶浦 由記, Kajiura Yuki) (Tokio, 6 augustus 1965) is een Japans componiste en muziekproducente. Ze verzorgde de muziek voor verscheidene populaire animereeksen, waaronder de laatste Kimagure Orange Road film, Noir, .hack//Sign, Aquarian Age, Madlax, My-HiME, My-Otome, Pandora Hearts, Puella Magi Madoka Magica, Fate/Zero, Sword Art Online, Tsubasa: Reservoir Chronicle en de Kara no Kyoukai films. Ze assisteerde Toshihiko Sahashi met zijn werk voor Mobile Suit Gundam SEED en Mobile Suit Gundam SEED Destiny. Kajiura componeert ook voor computerspellen, waaronder Xenosaga II en Xenosaga III. Daarnaast schreef ze muziek voor het NHK ochtenddrama Hanako to Anne.

## Biografie
In 2002 werkte See-Saw (het popduo waarvan Kajiura deel uitmaakte) mee aan het project .hack//Sign. Tijdens de productie van deze reeks ontmoette Kajiura Emily Bindiger. Kajiura was onder de indruk van haar stem en bood haar aan om mee te werken aan meer dan 10 liedjes voor deze reeks. Tijdens Anime Expo 2003 benoemde Kajiura Bindiger al lachend "haar Engelse leerkracht".
Een van Kajiura's soloprojecten is FictionJunction. Dit project draaide rond samenwerkingen met artiesten zoals Yuuka Nanri, Asuka Kato en Kaori Oda. FictionJunction Yuuka, waarvoor Nanri de zang verzorgde, is het meest succesvolle resultaat van deze samenwerkingen. In 2004 produceerde het duo de opening- en eindliedjes voor Kouichi Mashimo's Madlax. Het jaar daarop brachten ze samen een cd uit getiteld Destination.
In oktober 2007 werd aangekondigd dat Kajiura te gast zou zijn op het Eminence Orchestra-concert A Night in Fantasia 2007 – Symphonic Anime Edition.
In 2014 componeerde Kajiura de begingeneriek voor de anime Aldnoah.Zero. De uitvoering ervan gebeurde door muziekgroep Kalafina.
In juli 2016 kondigde Aniplex of America aan dat het Yuki Kajiura LIVE ~featuring SWORD ART ONLINE~ concert, dat in Japan in maart 2016 plaatsvond, zou heruitgevoerd worden op 16 januari 2017 in het Dolby Theatre in Los Angeles. Dit concert ging niet door vanwege visaproblemen.
In december 2017 bracht nieuwswebsite Sponchi Annex het nieuws dat Kajiura van plan was om haar agentschap Spacecraft Produce te verlaten vanwege onenigheden over haar contract. In februari 2018 bevestigde Kajiura het nieuws via haar Twitter-account.

## Discografie

### Anime-soundtracks
| Anime titel                                            | Jaar      | Regisseur                        |
| ------------------------------------------------------ | --------- | -------------------------------- |
| Kimagure Orange Road: Summer's Beginning               | 1996      | Osamu Kobayashi                  |
| Eat-Man                                                | 1997      | Kouichi Mashimo                  |
| Noir                                                   | 2001      | Kouichi Mashimo                  |
| Aquarian Age                                           | 2002      | Yoshimitsu Ohashi                |
| .hack//Sign                                            | 2002      | Kouichi Mashimo                  |
| .hack//Liminality                                      | 2002      | Kouichi Mashimo                  |
| Le Portrait de Petit Cossette                          | 2004      | Akiyuki Shinbo                   |
| Madlax                                                 | 2004      | Kouichi Mashimo                  |
| My-HiME                                                | 2004      | Masakazu Obara                   |
| My-Otome                                               | 2005      | Masakazu Obara                   |
| Tsubasa: Reservoir Chronicle                           | 2005–2006 | Kouichi Mashimo Hiroshi Morioka  |
| Elemental Gelade                                       | 2005      | Shigeru Ueda                     |
| My-Otome Zwei                                          | 2006      | Masakazu Obara                   |
| Fist of the North Star: The Legends of the True Savior | 2007      | Toyoo Ashida                     |
| El Cazador de la Bruja                                 | 2007      | Kouichi Mashimo                  |
| Tsubasa Tokyo Revelations                              | 2007–2008 | Shunsuke Tada                    |
| Tsubasa Shunraiki                                      | 2009      | Shunsuke Tada                    |
| Pandora Hearts                                         | 2009      | Takao Kato                       |
| Puella Magi Madoka Magica                              | 2011      | Akiyuki Shinbo Yukihiro Miyamoto |
| Fate/Zero                                              | 2011–2012 | Ei Aoki                          |
| Sword Art Online                                       | 2012      | Tomohiko Itou                    |
| Sword Art Online II                                    | 2014      | Tomohiko Itou                    |
| Boku Dake ga Inai Machi                                | 2016      | Tomohiko Itou                    |
| Zaregoto Series                                        | 2016–2017 | Akiyuki Shinbo Yuki Yase         |
| Princess Principal                                     | 2017      | Masaki Tachibana                 |

### Computerspelsoundtracks
| Speltitel                                                            | Platform      | Jaar | Uitgever                    |
| -------------------------------------------------------------------- | ------------- | ---- | --------------------------- |
| Double Cast (ダブルキャスト (ゲーム), ダブルキャスト, Daburukyasuto) | PlayStation   | 1998 | Sony Computer Entertainment |
| Meguri-aishite (めぐり愛して)                                        | PlayStation   | 1999 | SME                         |
| Blood: The Last Vampire                                              | PlayStation 2 | 2000 | Sony Computer Entertainment |
| Xenosaga Episode II: Jenseits von Gut und Böse (filmscènes)          | PlayStation 2 | 2004 | Namco                       |
| Xenosaga Episode III: Also sprach Zarathustra                        | PlayStation 2 | 2006 | Namco                       |

### Filmsoundtracks
| Filmtitel                                                 | Jaar            | Regisseur                                           |
| --------------------------------------------------------- | --------------- | --------------------------------------------------- |
| Tokyo-Kyodai                                              | 1995            | Jun Ichikawa                                        |
| Ruby Fruit                                                | 1995            | Takumi Kimiduka                                     |
| Rainbow                                                   | 1999            | Naoto Kumazawa                                      |
| Boogiepop and others                                      | 2000            | Ryu Kaneda                                          |
| Moon                                                      | 2000            | Takumi Kimiduka                                     |
| Tsubasa Reservoir Chronicle: Princess in Birdcage Kingdom | 2005            | Itsuro Kawasaki                                     |
| Kara no Kyoukai movies                                    | 2007–2009, 2013 | Ei Aoki Takuya Nonaka Mitsuru Oburai Tomonori Sudou |
| Achilles and the Tortoise                                 | 2008            | Takeshi Kitano                                      |
| Puella Magi Madoka Magica the Movie Part I: Beginnings    | 2012            | Akiyuki Shinbo Yukihiro Miyamoto                    |
| Puella Magi Madoka Magica the Movie Part II: Eternal      | 2012            | Akiyuki Shinbo Yukihiro Miyamoto                    |
| Puella Magi Madoka Magica the Movie Part III: Rebellion   | 2013            | Akiyuki Shinbo Yukihiro Miyamoto                    |
| Sword Art Online: Extra Edition                           | 2013            | Tomohiko Itou                                       |
| L.O.R.D: Legend of Ravaging Dynasties                     | 2016            | Guo Jingming                                        |
| Sword Art Online The Movie: Ordinal Scale                 | 2017            | Tomohiko Itou                                       |
| Fate/stay night: Heaven's Feel I. presage flower          | 2017            | Tomonori Sudou                                      |
| Fate/stay night: Heaven's Feel II. lost butterfly         | 2018            | Tomonori Sudou                                      |
| Princess Principal: Crown Handler                         | 2020            | Masaki Tachibana                                    |
| Demon Slayer: Kimetsu no Yaiba the Movie: Mugen Train     | 2020            | Haruo Sotozaki                                      |

### Musicals
| Titel                    | Jaar      |
| ------------------------ | --------- |
| Sakura-Wars              | 1998      |
| Fine                     | 1998      |
| Funk-a-Step              | 1998      |
| Funk-a-Step II           | 1999      |
| Christmas Juliette       | 1999–2000 |
| High-School Revolution   | 2000      |
| Christmas Juliette       | 2000      |
| Shooting-Star Lullaby    | 2001      |
| Love's Labour's Lost/Set | 2002      |
| Angel Gate               | 2006      |

### Soloalbums
| Titel      | Jaar |
| ---------- | ---- |
| Fiction    | 2003 |
| Fiction II | 2011 |

### Geproduceerde albums
| Titel            | Artiest               | Jaar |
| ---------------- | --------------------- | ---- |
| I have a dream   | See-Saw               | 1993 |
| See-Saw          | See-Saw               | 1994 |
| Early Best       | See-Saw               | 2003 |
| Dream Field      | See-Saw               | 2003 |
| melody           | Saeko Chiba           | 2003 |
| everything       | Saeko Chiba           | 2004 |
| Destination      | FictionJunction Yuuka | 2004 |
| Circus           | FictionJunction Yuuka | 2007 |
| Re/oblivious     | Kalafina              | 2008 |
| Everlasting s    | FictionJunction       | 2009 |
| Seventh Heaven   | Kalafina              | 2009 |
| Red Moon         | Kalafina              | 2010 |
| After Eden       | Kalafina              | 2011 |
| Consolation      | Kalafina              | 2013 |
| Elemental        | FictionJunction       | 2014 |
| far on the water | Kalafina              | 2015 |

### Compilatiealbums
| Titel                    | Jaar |
| ------------------------ | ---- |
| The Works for Soundtrack | 2011 |

### Andere projecten
| Genre        | Project                                        | Functie | Jaar |
| ------------ | ---------------------------------------------- | --- | ---- |
| Anime        | Jura Tripper                                   | Eindgeneriek | 1995 |
| Anime        | Mobile Suit Gundam Seed                        | Eindgeneriek & overige liedjes | 2002 |
| Anime        | Chrono Crusade                                 | Eindgeneriek (Sayonara Solitaire)                                                                                                 | 2003 |
| Computerspel | .hack//Quarantine                              | Lied Yasashii Yoake (ook gebruikt in .hack//Sign)                                                                                 | 2003 |
| Anime        | The World of Narue                             | Eindgeneriek | 2003 |
| Anime        | Mobile Suit Gundam Seed Destiny                | Eindgeneriek & overige liedjes | 2004 |
| Anime        | .hack//Legend of the Twilight                  | Eindgeneriek | 2004 |
| Anime        | Loveless                                       | Themalied | 2005 |
| Anime        | Shounen Onmyouji                               | Begingeneriek | 2006 |
| Anime        | .hack//Roots                                   | Begingeneriek | 2006 |
| Anime        | Bakumatsu Kikansetsu Irohanihoheto             | Begingeneriek | 2006 |
| Anime        | My-Otome Zwei                                  | Eindgeneriek 2–3 | 2007 |
| Anime        | Baccano!                                       | Eindgeneriek | 2007 |
| Anime        | Amatsuki                                       | Eindgeneriek | 2008 |
| Tv-drama     | Negima (Live Action)                           | Eindgeneriek | 2008 |
| Anime        | Kuroshitsuji                                   | Eindgeneriek | 2008 |
| Documentaire | Bepaalde afleveringen van History – Historia   | Muziek | 2009 |
| Anime        | So Ra No Wo To                                 | Begingeneriek | 2010 |
| Anime        | Oukami Kakushi                                 | Themalied | 2010 |
| Anime        | Eve no Jikan                                   | Eindgeneriek | 2010 |
| Computerspel | Nobunaga's Ambition                            | Thelalied | 2010 |
| Anime        | Kuroshitsuji II                                | Lied | 2010 |
| Tv-drama     | 15 Sai no Shiganhei                            | Muziek | 2010 |
| Computerspel | .hack//Link                                    | Edge (uit .hack//Liminality Volume 1: In the Case of Mai Minase), Obsession uit .hack//Sign en Silly-Go-Round. (uit .hack//Roots) | 2010 |
| Documentaire | Bepaalde afleveringen van History – Historia 2 | Muziek | 2011 |
| Anime        | Sacred Seven                                   | Begingeneriek | 2011 |
| Computerspel | Senritsu no Stratus                            | Begingeneriek | 2011 |
| Anime        | Fate/Zero                                      | Begingeneriek, eindgeneriek | 2011 |
| Tv-drama     | Hanako to Anne                                 | Muziek | 2014 |
| Anime        | Aldnoah.Zero                                   | Begingeneriek | 2014 |
| Anime        | Fate/stay night: Unlimited Blade Works         | Gastcomponist, eindgeneriek | 2014 |
| Anime        | The Heroic Legend of Arslan                    | Eindgeneriek | 2015 |
| Anime        | Erased                                         | Eindgeneriek | 2016 |
| Anime        | The Heroic Legend of Arslan: Dust Storm Dance  | Eindgeneriek | 2016 |
| Anime        | Fate/stay night: Heaven's Feel                 | Themalied | TBA  |